# Radical 97
Le radical 97, qui signifie le cucurbitacée, est un des 23 des 214 radicaux chinois répertoriés dans le dictionnaire de Kangxi composés de cinq traits.
Le caractère Unicode de 瓜 est 74DC.

## Caractères avec le radical 97
| nombre de traits          | caractères |
| ------------------------- | ---------- |
| Sans trait supplémentaire | 瓜         |
| 3 traits supplémentaires  | 瓝         |
| 5 traits supplémentaires  | 瓞 瓟      |
| 6 traits supplémentaires  | 瓠         |
| 8 traits supplémentaires  | 瓡         |
| 11 traits supplémentaires | 瓢         |
| 14 traits supplémentaires | 瓣         |
| 17 traits supplémentaires | 瓤         |
| 19 traits supplémentaires | 瓥         |